# Jeżyce (West-Pommeren)
Jeżyce is een plaats in het Poolse district  Sławieński, woiwodschap West-Pommeren. De plaats maakt deel uit van de gemeente Darłowo en telt 272 inwoners.